# Раннапунгерья (деревня)
Ра́ннапу́нгерья (эст. Rannapungerja) — деревня в волости Алутагузе уезда Ида-Вирумаа, Эстония.
До административной реформы местных самоуправлений Эстонии 2017 года входила в состав волости Тудулинна.

## Географическое положение
Расположена на обоих берегах в устье речки Раннапунгерья (эст. Rannapungerja), впадающей в Чудское озеро, в южной части уезда Ида-Вирумаа, в 49 км от Йыхви. Первое письменное упоминание о деревне Раннапунгерья, как о Ranna-Pungern (нем.), датируется 1534 годом. В 19 веке в деревне была корчма и почтовая станция.

## Число жителей
По результатам переписи населения на 31 декабря 2011 года в деревне проживали 29 человек, из них 24 (82,8 %) — эстонцы.
Динамика численности населения деревни Раннапунгерья:
| Год     | 2011 | 2018 | 2019 | 2020 |
| ------- | ---- | ---- | ---- | ---- |
| Человек | 29   | ↘ 24 | 24   | ↗ 26 |

## Достопримечательности
- Конная почтовая станция Раннапунгерья
- Подземное кладбище Раннапунгерья
- Маяк Раннапунгерья

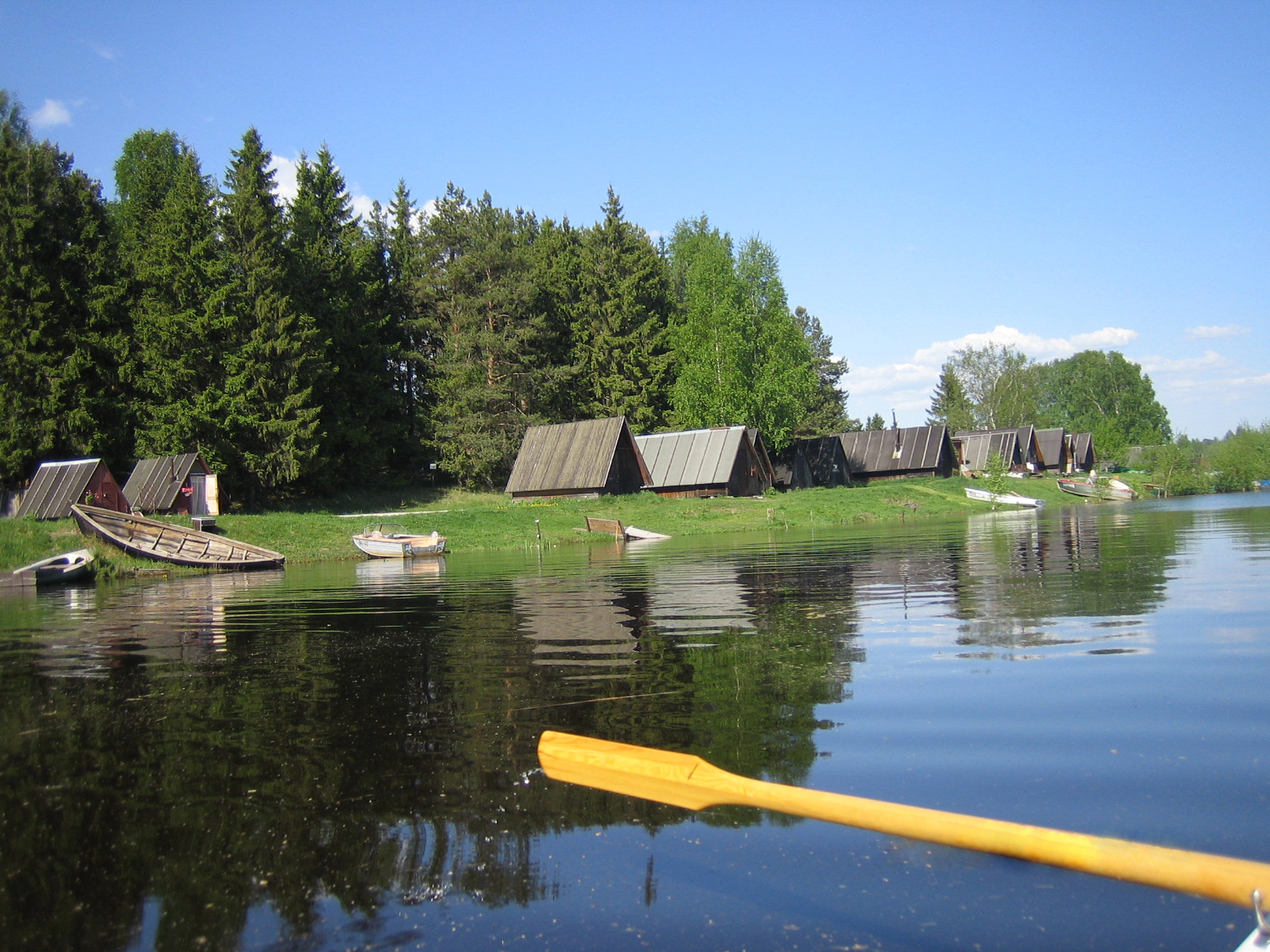
Лодочные гаражи на реке
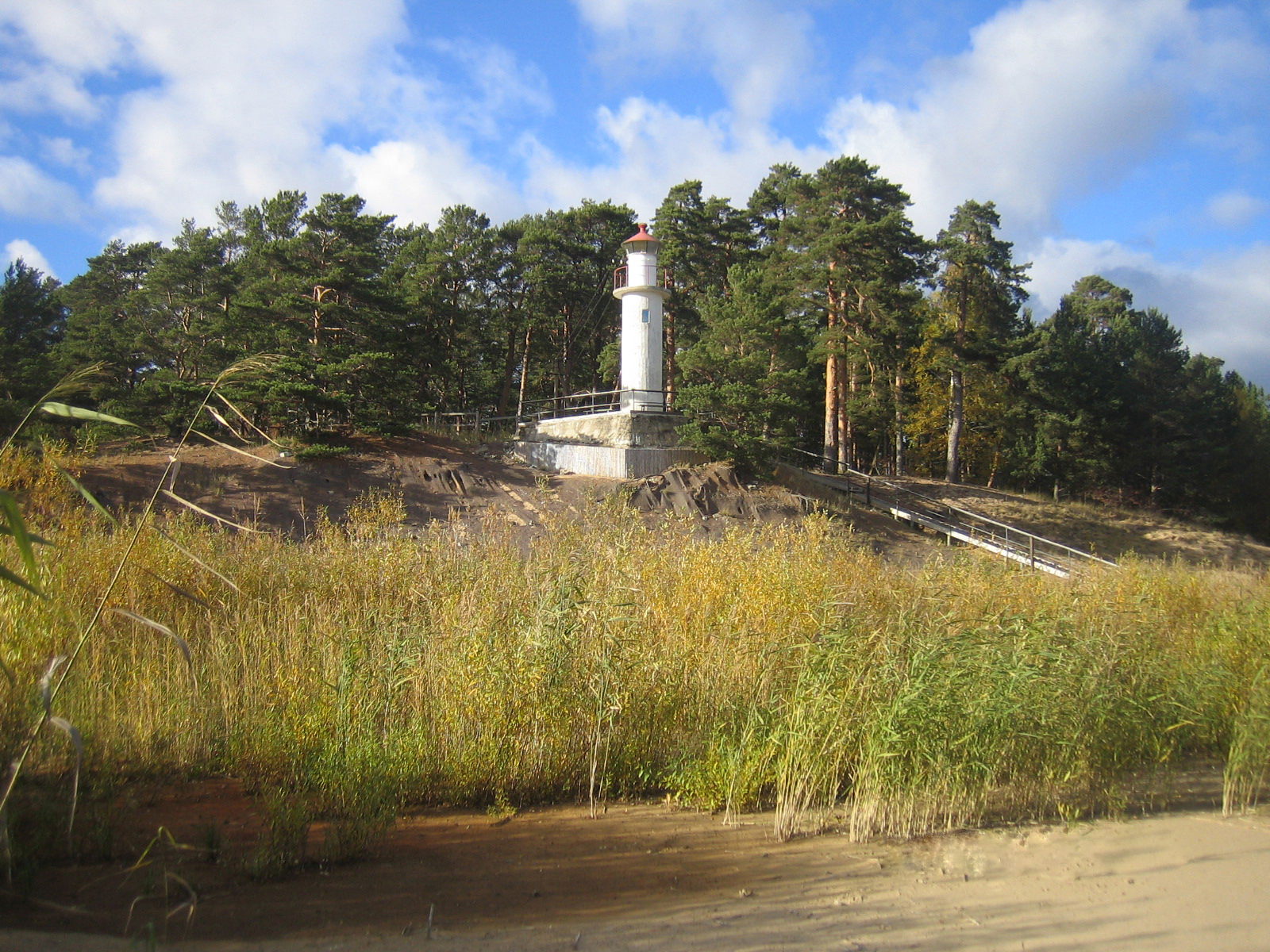
Маяк Раннапунгерья